# Haunshi, Haveri
Haunshi là một làng thuộc tehsil Haveri, huyện Haveri, bang Karnataka, Ấn Độ.